# Aloys Baeriswyl
Pour les articles homonymes, voir Baeriswyl.
Aloïs Baeriswyl, né le 9 mai 1889 à Alterswil et mort le 21 février 1960 à Fribourg, est une personnalité politique suisse, membre du parti conservateur. 

## Sources
- Georges Andrey, John Clerc, Jean-Pierre Dorand et Nicolas Gex, Le Conseil d’État fribourgeois : 1848-2011 : son histoire, son organisation, ses membres, Fribourg, Éditions La Sarine, 2012, 143 p. (ISBN 978-2-88355-153-4, lire en ligne), p. 77 et 78
- Jean-François Steiert, « Baeriswyl, Alois » dans le Dictionnaire historique de la Suisse en ligne, version du 16 juin 2008.
- Christoph Schaller, Les Jeunes conservateurs fribourgeois de 1928 à 1953
- Fribourg 1990, annuaire officiel du canton de Fribourg
- Tract électoral de la liste populaire en 1936